# Chiesa di Sant'Agostino (Città di Castello)
La chiesa di Sant'Agostino era un edificio religioso situato a Città di Castello, in Umbria. Consacrata nel 1388, fu per secoli uno dei principali centri spirituali e culturali della città, legato all'ordine degli Eremitani di Sant'Agostino. Il complesso monastico annesso era considerato tra i più importanti della regione.

## Storia
La chiesa fu consacrata nel 1388 e divenne rapidamente uno dei luoghi di culto più rilevanti di Città di Castello. Accanto ad essa sorse un grande convento, descritto dal canonico Alessandro Certini nel suo libro Origini delle chiese e monasteri di Città di Castello come "il più bel convento" della città.
Nel 1789, un violento terremoto distrusse sia la chiesa sia il convento. La facciata principale della chiesa si trovava in via Borgo Inferiore, di fronte all'attuale scuola di San Filippo, come indicato nella pianta della città redatta da Filippo Titi, abate e storico dell’arte italiano.
Successivamente, la chiesa fu ricostruita su un sito vicino nel 1816 e attualmente è utilizzata dalle suore salesiane dell'adiacente Istituto delle Salesiane.

## Opere d'arte
La chiesa originaria ospitava importanti opere d'arte, tra cui la Coronazione di San Nicola da Tolentino di Raffaello (1500-1501), che fu in gran parte distrutta durante il terremoto del 1789. Tre frammenti sopravvivono, il più grande dei quali è oggi conservato nel Museo nazionale di Capodimonte a Napoli.